# Bonn International School

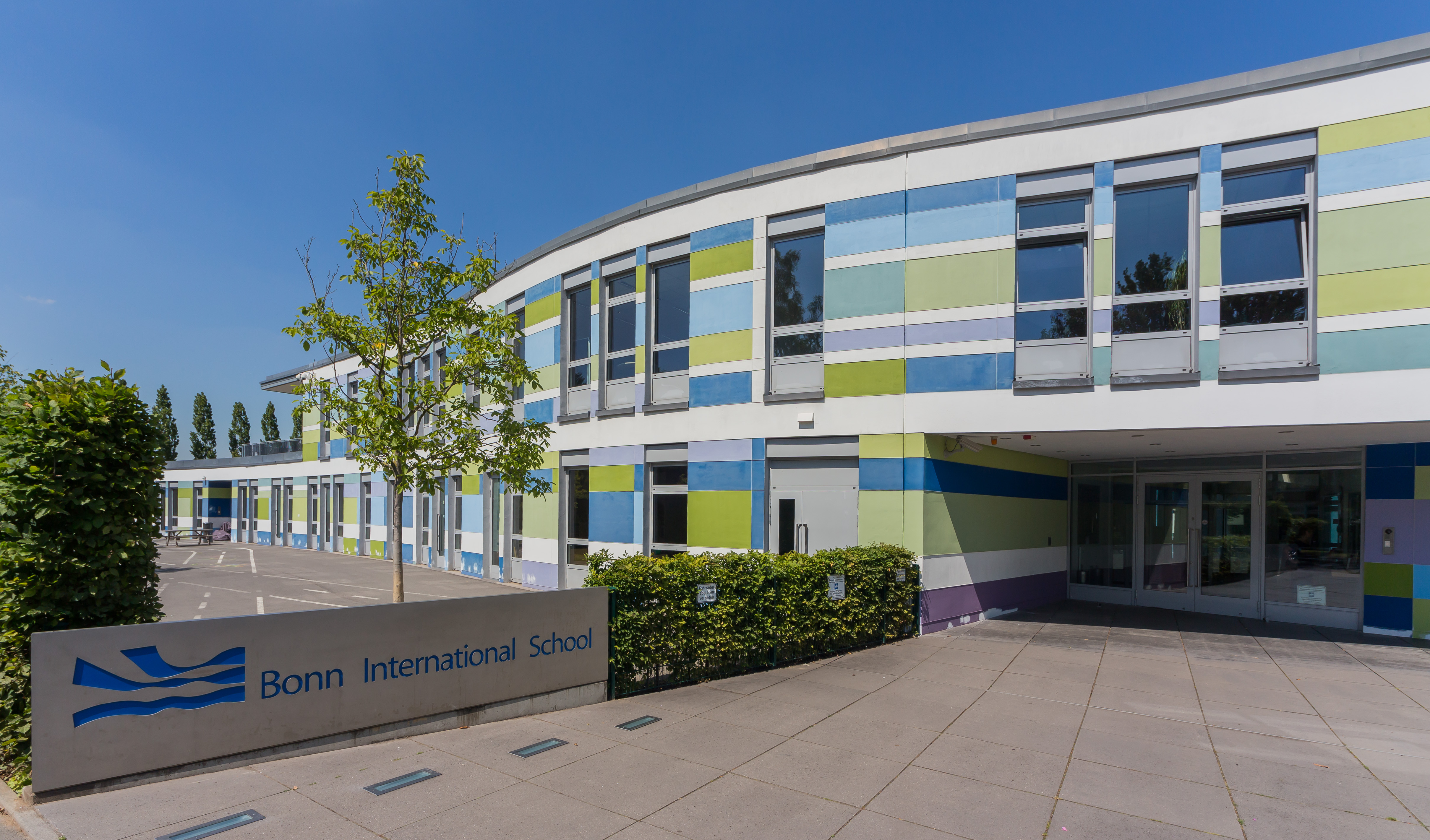
Das im Jahr 2006 errichtete Gebäude „Waves“ der Bonn International School, 2014

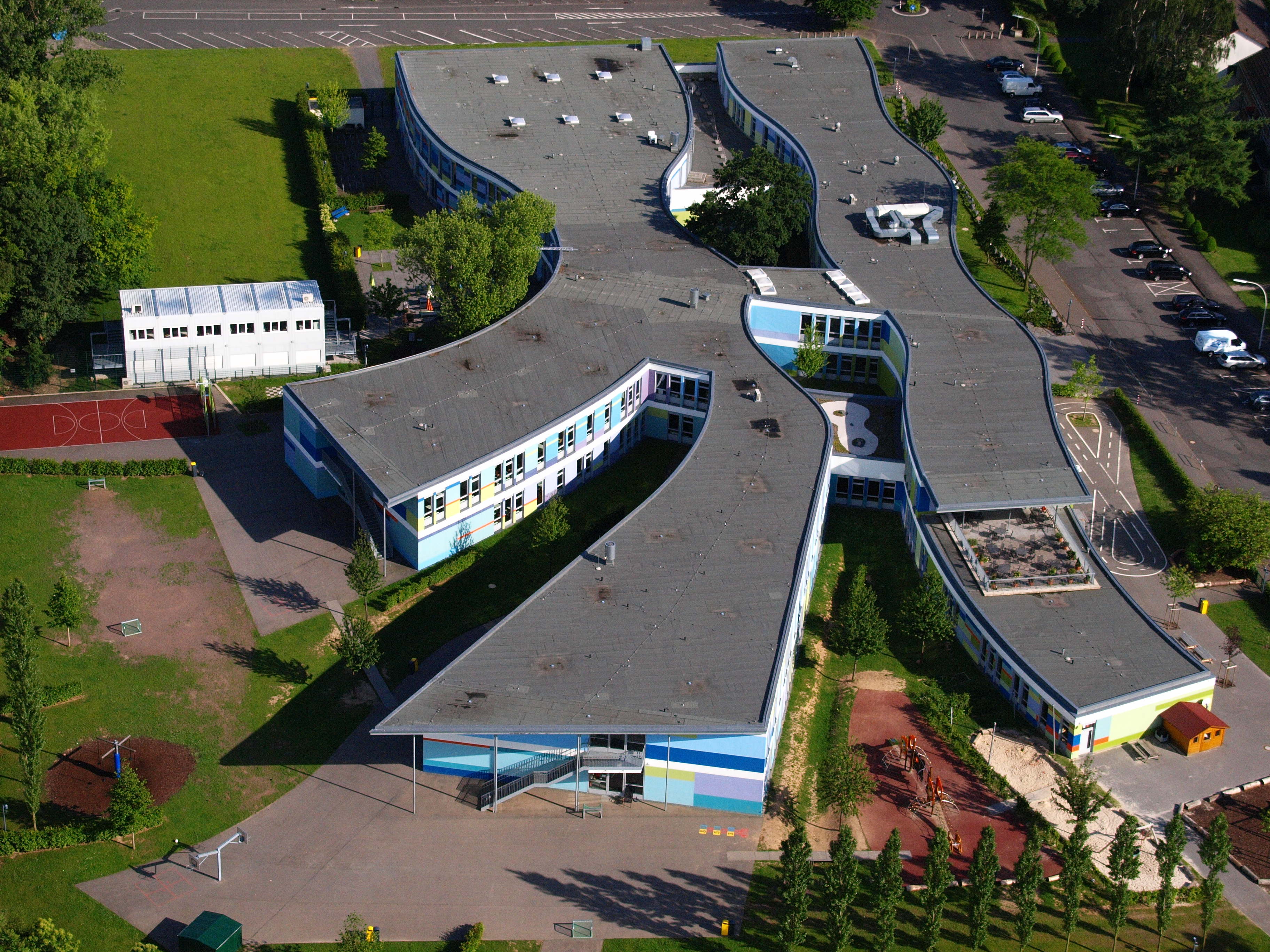
Luftaufnahme der Schule aus dem Jahr 2010, noch vor Errichtung des „Agora“-Gebäudes

Die Bonn International School (BIS) ist eine internationale Schule im Bonner Stadtbezirk Bad Godesberg, die 1997 aus der Zusammenführung zweier amerikanischer und einer britischen Schule entstand.

## Geschichte
Die Schule entstand aus der Zusammenführung der vom US-Verteidigungsministerium getragenen Bonn American Elementary School (gegründet 1952) und der Bonn American High School (gegründet 1971) am Rande der amerikanischen Siedlung sowie der British High School an der Friesdorfer Straße.
Rechtlich handelte es sich bei der Gründung um eine Umwandlung der British High School. Die neue Schule nahm ihren Betrieb am 2. September 1997 mit rund 500 Schülern aus 50 Nationen auf. 2003 erhielt sie die vorläufige und 2006 die endgültige staatliche Anerkennung als Ergänzungsschule. Im Januar 2006 wurde der neue Schulstandort bezogen.
2014 war der damalige Bundesaußenminister Frank-Walter Steinmeier zu Besuch.

## Campus
Der im Ortsteil Plittersdorf an der Martin-Luther-King-Straße gelegene Schulkomplex wurde 2005/06 (Gebäudeteil „Waves“), 2012 (Gebäudeteil „Agora“) und 2016/17 (Gebäudeteil „Crest“) errichtet. Das rund 14.000 Quadratmeter große Pachtgelände liegt südostwärts der Rheinaue und am Rhein; im Westen grenzt die vormalige Amerikanische Siedlung an. Seit 2010 gehört auch der ehemalige „Amerikanische Club“ zum Pachtgelände. Der Schulcampus ist umzäunt.

## Schulstruktur
Der Bildungsgang folgt wie alle internationalen Schulen in Deutschland im Wesentlichen den vier Programmen der International Baccalaureate Organisation.
Der zur Schule gehörende Kindergarten kann von Kindern ab drei Jahren, die Vorschule ab fünf Jahren besucht werden.
Die Primary School umfasst die Klassen 1 – 5.
Die Middle Years der Secondary School umfassen die sechste bis zur zehnten Klasse. Ein international anerkanntes MYP-Zertifikat kann von der International Baccalaureate Organisation ausgestellt und von Schülern der Klasse 10 erworben werden, die ein "eAssessment" erfolgreich abgeschlossen haben. Dies ist das IB-Äquivalent des GCSE im britischen System oder der Mittleren Reife im deutschen Schulsystem. Alle Anforderungen an die Mittlere Reife können durch das MYP-Curriculum ohne zusätzliche Kursarbeit erfüllt werden. 
Die Diploma Years der Secondary School umfassen die elfte und zwölfte Klasse und entsprechen der gymnasialen Oberstufe. Es kann das Internationale Abitur (Internationale Baccalaureate-Diplom) erworben werden. Alternativ kann auch das International Baccalaureate Certificate erworben werden, welches eine größere Kombination an Fächern zulässt. Ferner vergibt die Schule ein High School Diploma an alle Schüler, die die Klassen 9 bis 12 erfolgreich abgeschlossen haben. Das BIS High School Diploma entspricht dem in Nordamerika erworbenen und für die Bewerbung an Universitäten anerkannten High-School-Abschluss.

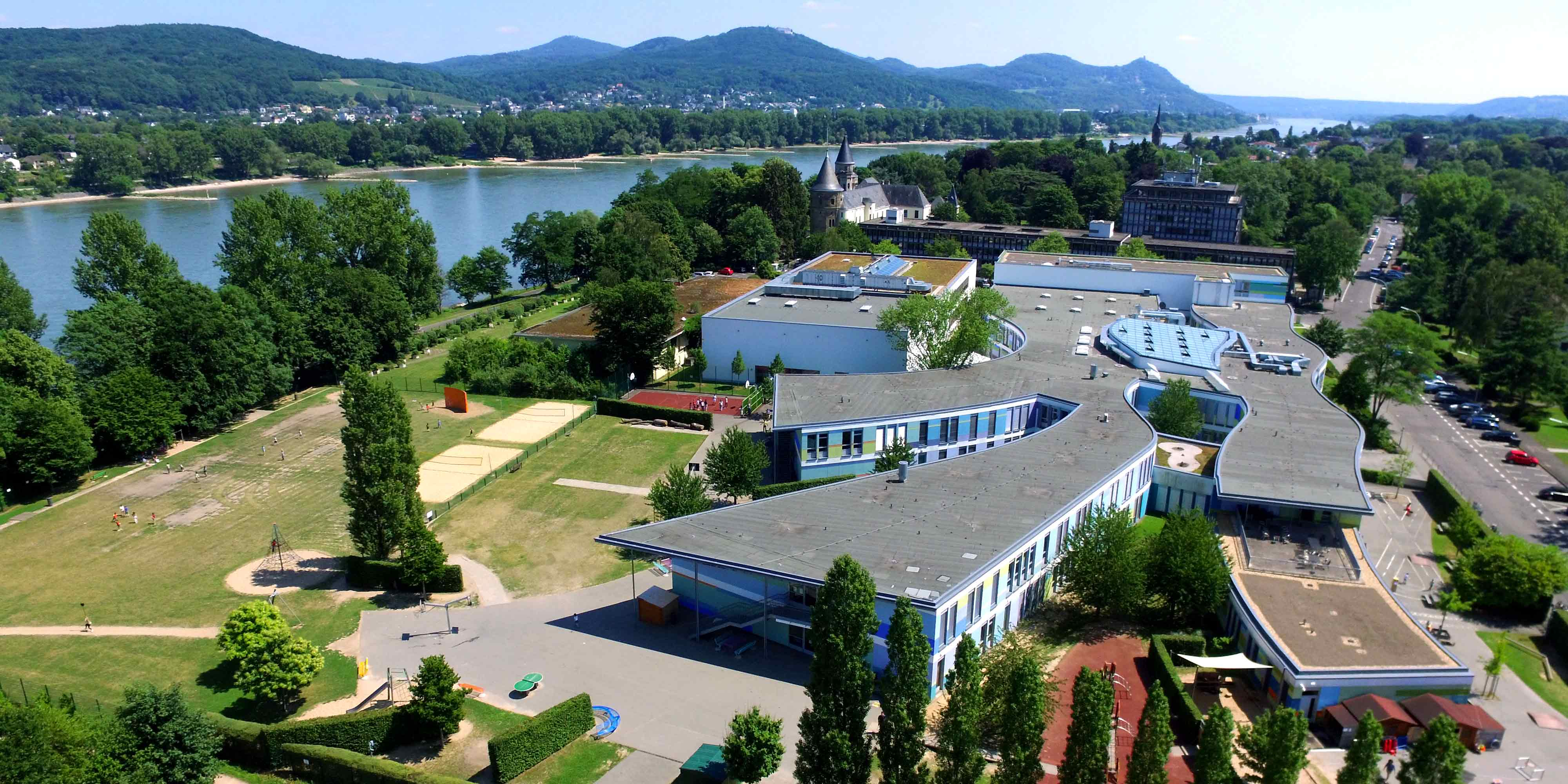
Luftaufnahme der Schule im Juni 2017